# Parc national Nijniaïa Kama
Le parc national Nijniaïa Kama (ou Nizhnyaya Kama) (qui signifie « parc de la Kama inférieure ») est un parc national situé au centre de la Russie, dans la république du Tatarstan. Il a été établi le 20 avril 1991 pour protéger les forêts de conifères (surtout de pins), le long des rives de la rivière Kama. Il couvre une superficie de 265 km2.

## Lieu et géographie
Le parc se compose de trois secteurs isolés. Deux d'entre eux, « Maly Bor » et « Tanayavskaya Datcha » - sont situés à proximité de la ville de Ielabouga, sur la rive droite de la Kama, alors que le troisième, « Bolshoy Bor », est situé sur la péninsule, sur la rive gauche de la Kama, à l'extérieur de la ville de Naberejnye Tchelny. Dans les limites du parc, la Kama est aménagée comme réservoir de Nijnekamsk. La rive droite de la rivière est haute, avec des ravins. La rivière Toïma est le plus grand affluent de la Kama dans le secteur. La rive gauche de la Kama est plate. En dessous du barrage, les méandres de la Kama, et les prés, sur la rive droite de cette zone appartiennent aussi au parc.

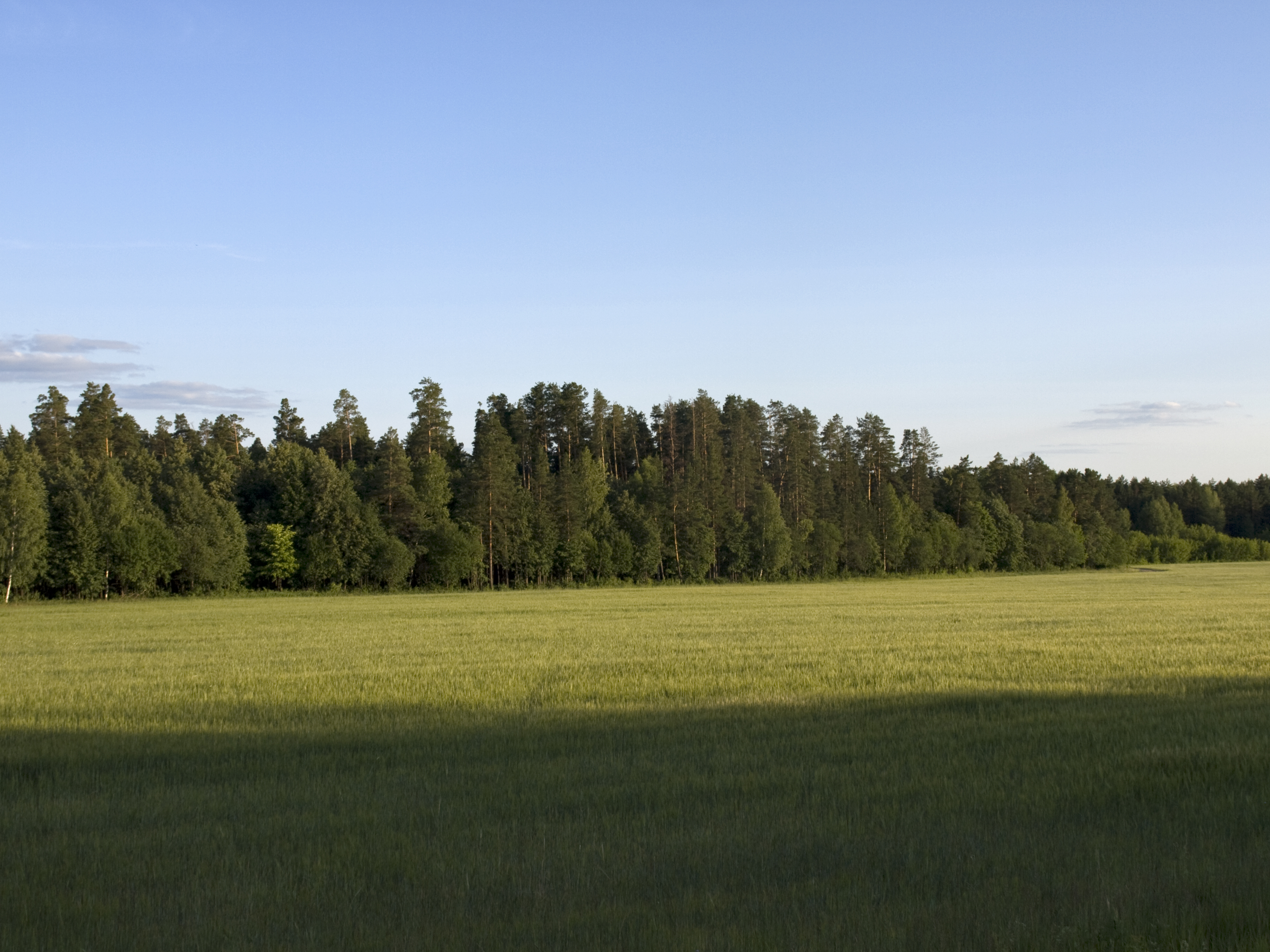
Maly Bor
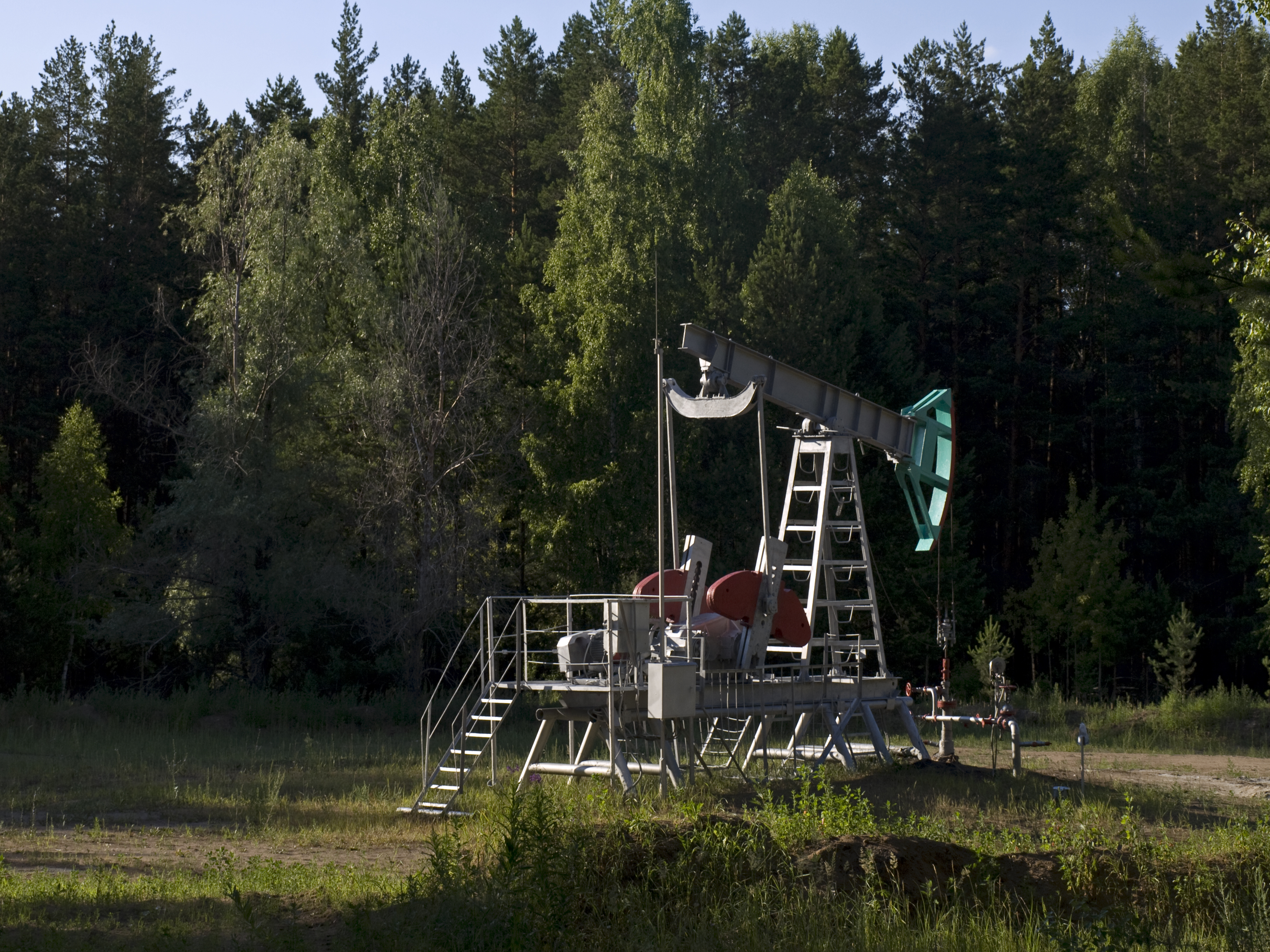
Un chevalet dans le Parc National (à proximité du village de Pospelovo)
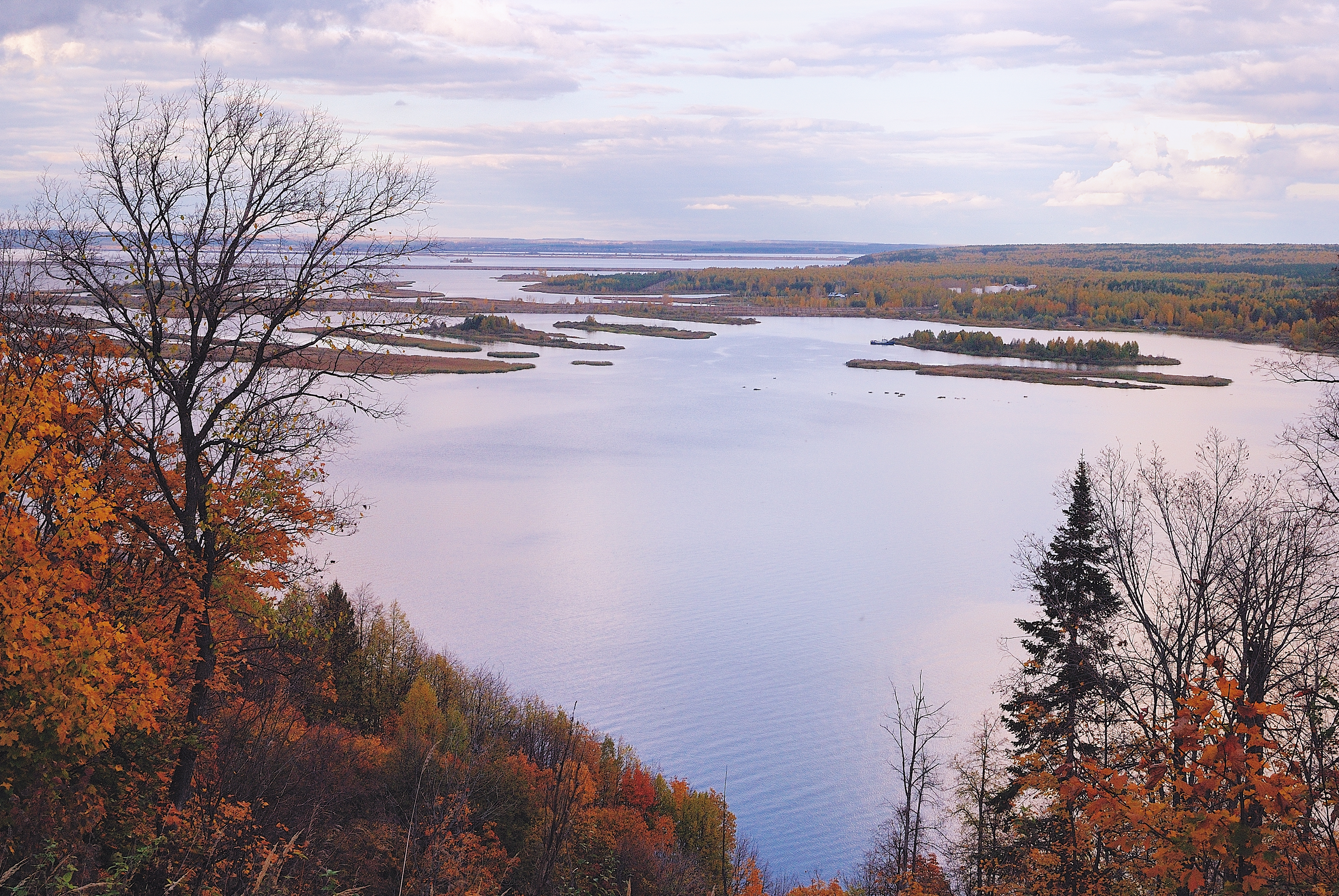
La Kama inférieure

## Faune
Les grands mammifères répandus dans le parc sont l'orignal, le chevreuil, le sanglier, le lynx, le blaireau, le castor d'eurasie, et le chien viverrin. Il existe plusieurs espèces de chauves-souris, dont certaines sont rares. Le parc dispose de plus de 190 espèces d'oiseaux, 6 espèces de reptiles, 10 espèces d'amphibiens, et 16 espèces de poissons.

## Flore
Les zones adjacentes au réservoir Nijnekamsk sont couvertes par la forêt. La forêt est également présente loin des rives, par petits groupes isolés. Parmi les arbres les plus communs on trouve le pin (65,4 % de la surface forestière), le bouleau (19 %), et le tremble (6 %). Une partie de la forêt a été plantée.